# الجسر الأثري (سبيطلة)
الجسر الأثري هو معلم أثري تونسي مصنف من المعهد الوطني للتراث يقع في ولاية القصرين في الوسط الغربي التونسي، تحديدا في مدينة سبيطلة صُنّف المَعلم في يوم 19 مارس 1894.

## مقالات ذات صلة
- قائمة المعالم الأثرية المصنفة في تونس